# Bogojevce
Bogojevce (em cirílico: Богојевце) é uma vila da Sérvia localizada no município de Leskovac, pertencente ao distrito de Jablanica, na região de Jablanica. A sua população era de 1354 habitantes segundo o censo de 2002.

## Demografia
| 1948  | 1953  | 1961  | 1971  | 1981  | 1991  | 2002  | 2011  |
| ----- | ----- | ----- | ----- | ----- | ----- | ----- | ----- |
| 1 469 | 1 531 | 1 485 | 1 526 | 1 592 | 1 517 | 1 571 | 1 354 |